# Walter Deneke
Walter Deneke (* 17. Januar 1907 in Berlin; † 3. April 1984 in Wiesbaden) war ein deutscher Oberlandforstmeister.

## Leben
Walter Deneke war ein Sohn des Regierungsrats Heinrich Deneke und dessen Ehefrau Ellen Delion. Nach dem Abitur am Rheingau-Gymnasium in Berlin-Friedenau schloss sich eine zweijährige Lehrzeit in der Oberförsterei Kolpin im Regierungsbezirk Potsdam an.
Nach einem Studium der Grundwissenschaften an der Forstlichen Hochschule Eberswalde studierte Deneke von 1927 bis 1929 Rechts- und Staatswissenschaften an der Humboldt-Universität zu Berlin und schloss 1930 das Studium der Forstwissenschaften in Eberswalde ab. Nach der Großen Staatsprüfung im Jahre 1934 folgte eine vierjährige Tätigkeit als wissenschaftlicher Assistent am Botanischen Institut Eberswalde.
Bevor er 1939 in den Kriegseinsatz geschickt wurde, war er in Hannoversch Münden als Revierassistent tätig.
Deneke war Mitglied im Nationalsozialistischen Kraftfahrkorps, jedoch kein überzeugter Nationalsozialist. Im Gegenteil; erst unter dem Druck des Reichsforstministerium hat er sich im Interesse seiner Laufbahn entschlossen, einer NS-Organisation beizutreten
Nach dem Krieg übernahm er die  Verwaltung der Forstämter Zierenberg und Ehlen und war von 1952 an Referent für forstliches Sozial- und Tarifwesen, Arbeitseinsatz, forstlichen Arbeiterschutz, Berufsausbildung der Waldarbeiter und forstliche Arbeitswissenschaft im hessischen Ministerium für Arbeit, Landwirtschaft und Wirtschaft.
1954 zum Oberforstmeister,  1965 zum Landforstmeister und 1969 zum Oberlandforstmeister befördert, krönte er seine forstliche Laufbahn mit der Ernennung zum Ministerialrat im Jahre 1971.
Zum 25. Januar 1972 ging er in den Ruhestand.

### Öffentliche Ämter
- 1956 Mitglied des Forsttechnischen Prüfausschusses
- 1957 Mitglied des Verwaltungsrates der damaligen Zentralstelle der deutschen Forstwirtschaft
- 1962 Mitglied des Kuratoriums für Waldarbeit und Forsttechnik

### Ehrungen
- Bundesverdienstkreuz I. Klasse